# خط طول 119° شرق
خط طول 119° شرق هو أحد خطوط الطول الجغرافية، والتي تمتد من القطب الشمالي الجغرافي إلى القطب الجنوبي الجغرافي، وحسب التحويل الزمني يتقدم خط طول 119° شرق عن خط غرينتش بـ7 ساعات و56 دقيقة.

## من القطب إلى القطب
ينطلق خط طول 119° شرق من القطب الشمالي نحو القطب الجنوبي مرورا بالمناطق التي ترد في الجدول التالي:
| الإحداثيات                           | البلد أو الإقليم أو البحر | ملاحظات |
| ------------------------------------ | ------------------------- | --- |
| 90°0′N 119°0′E / 90.000°N 119.000°E  | المحيط المتجمد الشمالي    | |
| 78°29′N 119°0′E / 78.483°N 119.000°E | بحر لابتيف                | |
| 73°7′N 119°0′E / 73.117°N 119.000°E  | روسيا                     | ياقوتيا إركوتسك أوبلاست — من 58°33′N 119°0′E / 58.550°N 119.000°E كراي عبر البايكال — من 58°14′N 119°0′E / 58.233°N 119.000°E |
| 49°59′N 119°0′E / 49.983°N 119.000°E | جمهورية الصين الشعبية     | منغوليا الداخلية |
| 47°44′N 119°0′E / 47.733°N 119.000°E | منغوليا                   | |
| 46°47′N 119°0′E / 46.783°N 119.000°E | جمهورية الصين الشعبية     | Inner Mongolia خبي – من 41°15′N 119°0′E / 41.250°N 119.000°E لياونينغ – من 41°3′N 119°0′E / 41.050°N 119.000°E Hebei – من 40°38′N 119°0′E / 40.633°N 119.000°E |
| 39°12′N 119°0′E / 39.200°N 119.000°E | بحر بوهاي                 | |
| 37°56′N 119°0′E / 37.933°N 119.000°E | جمهورية الصين الشعبية     | شاندونغ |
| 37°38′N 119°0′E / 37.633°N 119.000°E | بحر بوهاي                 | Laizhou Bay |
| 37°17′N 119°0′E / 37.283°N 119.000°E | جمهورية الصين الشعبية     | Shandong جيانغسو – من 35°2′N 119°0′E / 35.033°N 119.000°E آنهوي – من 32°56′N 119°0′E / 32.933°N 119.000°E Jiangsu – من 32°33′N 119°0′E / 32.550°N 119.000°E Anhui – من 31°14′N 119°0′E / 31.233°N 119.000°E تشيجيانغ – من 30°18′N 119°0′E / 30.300°N 119.000°E فوجيان – من 27°26′N 119°0′E / 27.433°N 119.000°E |
| 24°56′N 119°0′E / 24.933°N 119.000°E | بحر الصين الجنوبي         | |
| 10°27′N 119°0′E / 10.450°N 119.000°E | الفلبين                   | جزيرة بالاوان |
| 10°0′N 119°0′E / 10.000°N 119.000°E  | بحر سولو                  | |
| 5°25′N 119°0′E / 5.417°N 119.000°E   | ماليزيا                   | صباح (ماليزيا) – جزيرة بورنيو |
| 5°3′N 119°0′E / 5.050°N 119.000°E    | بحر سيليبس                | مرورا بشرق شبه جزيرة مانغكاليهات، بورنيو, إندونيسيا (في 1°1′N 118°59′E / 1.017°N 118.983°E) |
| 1°1′N 119°0′E / 1.017°N 119.000°E    | مضيق ماكاسار              | |
| 2°37′S 119°0′E / 2.617°S 119.000°E   | إندونيسيا                 | جزيرة سولاوسي |
| 3°32′S 119°0′E / 3.533°S 119.000°E   | مضيق ماكاسار              | |
| 5°24′S 119°0′E / 5.400°S 119.000°E   | بحر جاوة                  | |
| 6°20′S 119°0′E / 6.333°S 119.000°E   | بحر فلوريس                | Passing by numerous small جزر إندونيسيا (في 6°50′S 119°0′E / 6.833°S 119.000°E) · مرورا بغرب the جزيرة جبل سينغيانغ, إندونيسيا (في 8°12′S 119°0′E / 8.200°S 119.000°E) |
| 8°24′S 119°0′E / 8.400°S 119.000°E   | إندونيسيا                 | جزيرة سومباوا |
| 8°45′S 119°0′E / 8.750°S 119.000°E   | Sumba Strait              | |
| 9°27′S 119°0′E / 9.450°S 119.000°E   | إندونيسيا                 | جزيرة جزيرة سومبا |
| 9°38′S 119°0′E / 9.633°S 119.000°E   | المحيط الهندي             | |
| 20°2′S 119°0′E / 20.033°S 119.000°E  | أستراليا                  | أستراليا الغربية |
| 34°27′S 119°0′E / 34.450°S 119.000°E | المحيط الهندي             | Australian authorities consider this to be part of the المحيط الجنوبي[1][2] |
| 60°0′S 119°0′E / 60.000°S 119.000°E  | المحيط الجنوبي            | |
| 66°55′S 119°0′E / 66.917°S 119.000°E | القارة القطبية الجنوبية   | الإقليم الأسترالي في القارة القطبية الجنوبية، المطالب الإقليمية بالقارة القطبية الجنوبية by أستراليا |